# 뤄바오밍
뤄바오밍(중국어 간체자: 罗保铭, 정체자: 羅保銘, 병음: Luó Bǎomíng, 1952년 ~ )은 중화인민공화국의 정치인이다. 하이난성 성장과 당위원회 서기를 역임했다.

## 생애
톈진시 출신으로 1969년 5월 내몽골 생산건설병단의 반장과 배원, 부지도원을 지냈다. 1973년 12월 톈진시 라디오 부품공장의 직원으로 당지부 부서기를 거쳐 1978년 11월 톈진사범전문대학에서 중문학을 전공했다. 1981년 중국공산당 청년동맹 톈진시위원회 청소년 부서 간부로 일했고, 1984년 공청단 톈진시위원회 연구실 주임으로 임명되었다. 1984년 11월 공청단 톈진시위원회 부서기를 거쳐 1985년 공청단 톈진시위원회 서기에 승진했다.
1992년 4월에는 중국공산당 톈진시 다강구위원회 부서기와 구장대리를 지냈고 1994년 다강구위원회 서기와 구장으로 승진한 이후 1995년 톈진시 상업위원회 주임과 상공위원회 부서기를 지냈다. 이후 1997년 중국공산당 톈진시위원회 상무위원과 선전부 부장을 역임했다.
2001년 중국공산당 하이난성 성위원회 부서기를 거쳐 2007년 하이난성 인민정부 부성장과 성장에 임명되었고, 2011년 중국공산당 하이난성 서기 겸 하이난성 인민대표대회 상무위원회 주임으로 선출되었다. 2017년 4월, 하이난성 성위원회 서기에서 물러났고 전국인민대표대회 해외위원회 부주임 위원으로 선출되었다.